# Стефанко Олеся Михайлівна
Оле́ся Миха́йлівна Стефа́нко (нар. 25 червня 1988, с. Ковалівка, Коломийський район, Івано-Франківська область) — українська модель. Учасниця конкурсу краси «Міс Всесвіт». Переможниця конкурсу «Міс Україна — Всесвіт — 2011». Представниця України на конкурсі «Міс Всесвіт 2011» у Сан-Паулу, де посіла 2-ге місце, стаішм «Першою віце-Міс Всесвіт».

## Життєпис
Закінчила 9 класів ЗОШ в с. Ковалівка та Коломийський економіко-правовий коледж Київського національного торговельно-економічного університету.
Навчалася в Інституті прокуратури та слідства Національного університету «Одеська юридична академія» (у момент проведення конкурсу «Міс Всесвіт 2011» навчалася на 5-му курсі).
Брала участь у змаганні «Міс Юридична академія» 2008 року, у міжвузівському конкурсі краси та конкурсі «Міс Одеса». З 2009 року співпрацює з модельним агентством «Арт-Подіум» (зокрема, за контрактом упродовж 3 місяців перебувала в Мілані).
Проживала в студентському гуртожитку при Юридичній академії в Одесі.
З 2014 року працює моделлю в Нью-Йорку, навчається на мистецтвознавицю. У вересні 2016 року одружилася з вихідцем з Білорусі Сергвєм Алісєєнком, IT-спеціалістом.

## Досягнення
Переможниця конкурсу «Міс Україна — Всесвіт 2011», 2 місце в конкурсі «Міс Всесвіт 2011» і почесне звання "Першої Віце-Міс Всесвіт 2011". Це найвище досягнення представниць України у змаганні «Міс Всесвіт». 

## Родина
Батько, Стефанко Михайло Васильович — слюсар-ремонтник заводу «Меткабель» (мешкає у Ковалівці, родом із Стопчатова).
Мати, Стефанко (до шлюбу Веклюк) Ганна Юріївна — (померла)
Дід по матері, Юрій Веклюк, був солістом-басом сільського хору в Ковалівці.
Старша сестра Тетяна — медсестра, мешкає з чоловіком і двома дітьми у с. Мишин. 